# Gregorio Pérez
Gregorio Elso Pérez Perdigón (Maldonado, 16 de janeiro de 1948) é um treinador e ex-futebolista uruguaio. Atualmente está sem clube.
É conhecido no Uruguai como "Dom Gregorio". Também atuou como assistente técnico de Oscar Tabárez com a Seleção Uruguaia na Copa do Mundo FIFA de 1990.

## Títulos

### Como jogador
Defensor Sporting
- Campeonato Uruguaio (1): 1976

### Como treinador
Peñarol
- Campeonato Uruguaio (4): 1993, 1994, 1995 e 1997
- Copa Bimbo (1): 2012

Libertad
- Campeonato Paraguaio (1): 2010